# Вернер Ергардт
Вернер Ергардт (нім. Werner Ehrhardt; 25 травня 1898, Ільмталь-Вайнштрассе — 23 вересня 1967, Кіль) — німецький військово-морський діяч, контрадмірал крігсмаріне (1 серпня 1944) і бундесмаріне (6 грудня 1957).

## Біографія
4 липня 1916 року вступив добровольцем на флот, пройшов прискорений курс військово-морського училища в Мюрвіку (1916). У 1916 році плавав на бронепалубному крейсері «Фрейя», в 1916-18 роках — на лінійному кораблі «Кронпринц» (з 15 червня 1918 року — «Кронпринц Вільгельм»). Після закінчення війни залишений на флоті, служив 3-м ад'ютантом в штабі військово-морської станції «Остзее», вахтовим офіцером на міноносці, прапор-лейтенантом. 27 вересня 1928 року призначений командиром міноносця «Фальке», з 16 лютого 1929 року — «Гриф». З 27 вересня 1930 року — прапор-лейтенант командування флотом. З 22 вересня 1931 року — командир роти 2-го батальйону корабельної кадрованій дивізії «Остзее». З 29 вересня 1933 року — офіцер Адмірал-штабу в штабі військово-морської станції «Остзее». З 30 листопада 1936 року — навігаційний офіцер броненосця «Адмірал граф Шпее». 1 листопада 1938 року переведений в Управління особового складу ОКМ, де 25 листопада 1939 року очолив один із відділів. Одночасно з 1 листопада 1942 по 5 січня 1943 року виконував обов'язки начальника Управління особового складу. 31 січня 1943 року переведений в розпорядження начальника Управління особового складу ОКМ, а 15 березня 1943 року призначений командиром важкого крейсера «Принц Ойген». 4 січня 1944 року призначений начальником військово-морського училища в Шлезвігу. Залишався на цій посаді до 25 травня 1945 року, коли був арештований британськими військами. 30 листопада 1946 року звільнений з полону. 16 червня 1957 року вступив на службу у ВМС ФРН і був зарахований для особливих розпоряджень при міністрі оборони. З 1 липня 1957 року — командувач військово-морською бойовою підготовкою. 1 серпня 1960 року вийшов у відставку.

## Нагороди
- Залізний хрест 2-го класу
- Почесний хрест ветерана війни з мечами
- Німецький Олімпійський знак 2-го класу
- Медаль «За вислугу років у Вермахті» 4-го, 3-го і 2-го класу (18 років; 2 жовтня 1936) — отримав 3 нагороди одночасно.
- Іспанський хрест в сріблі (6 червня 1939)
- Хрест Воєнних заслуг 2-го і 1-го класу з мечами
- Орден «За заслуги перед Федеративною Республікою Німеччина», командорський хрест (15 жовтня 1960)